# Villiers-Saint-Georges
Villiers-Saint-Georges – miejscowość i gmina we Francji, w regionie Île-de-France, w departamencie Sekwana i Marna.
Według danych na rok 1990 gminę zamieszkiwało 926 osób, a gęstość zaludnienia wynosiła 28 osób/km² (wśród 1287 gmin regionu Île-de-France Villiers-Saint-Georges plasuje się na 648. miejscu pod względem liczby ludności, natomiast pod względem powierzchni na miejscu 14.).